# Programa FE
Programa FE también conocido como Programa de Financiamiento Eclesial es un programa llevada a cabo como parte de reforma económica de la Iglesia católica en Argentina en el año 2020. Este programa tiene como finalidad la renuncia final de los fondos que le otorga el estado argentino. La iniciativa parte desde la Conferencia Episcopal Argentina, cuando decidió en el año 2018 separarse del estado argentino en lo económico

## Historia
Juan Bautista Alberdi, separación de la iglesia, estado argentino (1853-2021)
El financiamiento de la iglesia católica en Argentina tiene sus inicios en el año 1853, cuando el político, abogado y autor intelectual de la Constitución argentina de 1853, Juan Bautista Alberdi, da las bases y fundamentos para el territorio argentino. Esta Constitución busca organizar el país, y duro dos años. Según Bautista Alberdi, en su libro  Bases y puntos de partida para la organización política de la República Argentina, Argentina sería un país con libertad religiosa, pero consagraría el catolicismo como religión de Estado.
Alberdi se refiere al culto católico que tenía que profesar el territorio argentino, de la siguiente manera: 

« “Será necesario, pues, consagrar el catolicismo como religión de Estado, pero sin excluir el ejercicio público de los otros cultos cristianos. La libertad religiosa es tan necesaria al país como la misma religión católica. Lejos de ser inconciliables, se necesitan y completan mutuamente. La libertad religiosa es el medio de poblar estos países. La religión católica es el medio de educar esas poblaciones. Por fortuna, en este punto, la República Argentina no tendrá sino que ratificar y extender a todo su territorio lo que ya tiene en Buenos Aires hace 25 años. Todos los obispos recibidos en la República de veinte años a esta parte han jurado obediencia a esas leyes de libertad de cultos. Ya sería tarde para que Roma hiciese objeciones sobre ese punto a la moderna constitución de la nación.”»
(Bases y puntos de partida para la organización política de la República Argentina,Juan Bautista Alberdi ).

Es por esto, que en el artículo segundo de la Constitución argentina dice lo siguiente:

« “El Gobierno federal sostiene el culto católico apostólico romano..”»
(Constitución Nacional sancionada en 1853 con las reformas de los años 1860, 1866, 1898, 1957 y 1994).

En 2018 debido a la crisis en la que estaba sumergido el país y por conflictos con el gobierno del entonces presidente argentino, Mauricio Macri, la Conferencia Episcopal Argentina decide hacer un plan para acelerar la renuncia de los fondos que le otorgaba el estado, que hasta el año 2018 eran de unos 130 millones de pesos anuales.
También en el año 2018 la Iglesia católica en Argentina idea el "plan compartir", este consistía en buscar generar transparencia en la economía dentro de la Iglesia y generar conciencia entre los fieles católicos sobre los gastos en los que incurre la iglesia católica.

### Programa Fe (2020)
El programa Fe si bien nace en el año 2018, es puesta en marcha en el año 2020, este programa busca que la financiación de la iglesia católica Argentina no dependa del estado argentino sino que de los propios fieles argentino.